# 国道P-4号線 (エリトリア)
国道P-4号線（こくどうぴーよんごうせん、英語: P-4）とは、エリトリアの第1級国道。

## 概要
国道P-4号線は、アスマラからメンデフェラ方面へ南下し、エチオピア国境のマレブ川に至っている。アスファルトで舗装がなされている。アスマラから放射状に伸びる国道群のひとつで、南のデブブ地方へ向かう舗装道路である。他に東方海岸部のマッサワへの国道P-1号線、北方のケレンに向かう国道P-2号線、東南のセナフェに至る国道P-3号線が存在する。